# 李盛才
李盛才（1916年—2013年2月20日），男，江西兴国人，中国人民解放军将领。

## 生平
早年参加中国工农红军，后参加长征，历任武汉军区空军副参谋长、武汉军区空军副司令员等职，1960年，升任中国人民解放军大校军衔。2013年2月20日去世。曾荣获三级八一勋章、三级独立自由勋章、二级解放勋章和二级红星功勋荣誉章。